# Ницан, Шмуэль
Шмуэль Ницан (англ. Shmuel Israel Nitzan; ивр. שמואל ניצן‎; родился 21 января 1948, Иерусалим, Израиль) — израильский экономист, профессор экономики Университета имени Бар-Илана, президент Израильской экономической ассоциации в 2014—2016 годах.

## Биография
Шмуэль родился 21 января 1948 года в Иерусалиме в семье Якова Ницан и Евы Олтман, переселившихся в Израиль из Венгрии и Чехословакии в 1934 году, а младший брат Шай Ницан (род. 1959) — будущий генеральный прокурор Израиля.
Ш. Ницан в 1968 году поступил и в 1971 году получил степень бакалавра по экономике с отличием, в 1972 году получил магистерскую степень с отличием, а в 1976 году был удостоен степени доктора философии по экономике в Еврейском университете в Иерусалиме. Докторская диссертация была на тему «Рациональность общественного выбора механизмов».
Преподавательскую деятельность начал в качестве научного сотрудника в Гарвардском университете в 1977—1978 годах, затем вернулся в Израиль на должность лектора на экономическом факультете в Еврейском университете в Иерусалиме в 1978—1983 годах. Затем был старшим лектором в 1984—1985 годах, ассоциированным профессором в 1985—1990 годах, заведующим кафедрой экономического факультета в 1990—1991 годах, а с 1990 года полный профессор на экономическом факультете Университета имени Бар-Илана.
Был приглашённым ассистентом профессора в Политехническом университете Виргинии в 1975—1976 годах и Бостонском университете в 1977—1978 годах, приглашённым ассоциированным профессором экономики в Торонтском университете в 1981—1982 годах, приглашённым профессором экономики в Флоридском университете в 1987—1988 годах. Был редактором European Journal of Political Economy в 1994—1998 годах, членом академического совета Открытого университета Израиля в 1992—1997 годах и в 2002—2007 годах.
Ш. Ницан является членом комитета развития Совета высшего образования с 2014 года, членом, а в 1990—1993 годах членом совета, а в 2014—2016 годах президентом Израильской экономической ассоциации, членом Центра экономических исследований с 2000 года, консультантом Центра изучения бизнеса и правительства при Городском университете Нью-Йорка и Индианского университета в Блумингтоне с 1987 года.
Семья
Шмуэль Ницан женился на хирурге Доррит Вертгеймер 7 сентября 1971 года, и у них родились пятеро детей: Асаф, Уриил, Джонатан, Ноа и Шира.

## Награды
За свои достижения в области экономики был удостоен рядом наград:
- 1976 — премия Шенбрунна за выдающуюся докторскую диссертацию;
- 1987 — лучшая работа от Ассоциации сравнительных экономических исследований[англ.]
- 2002 — двухлетний грант от Израильского научного фонда за работу «Общественно- политическое определение: политико-экономический подход конкуренции»